# Hängslöja
Hängslöja (Gypsophila repens) är en nejlikväxtart som beskrevs av Carl von Linné. Hängslöja ingår i släktet slöjor, och familjen nejlikväxter. Inga underarter finns listade i Catalogue of Life.

## Bildgalleri

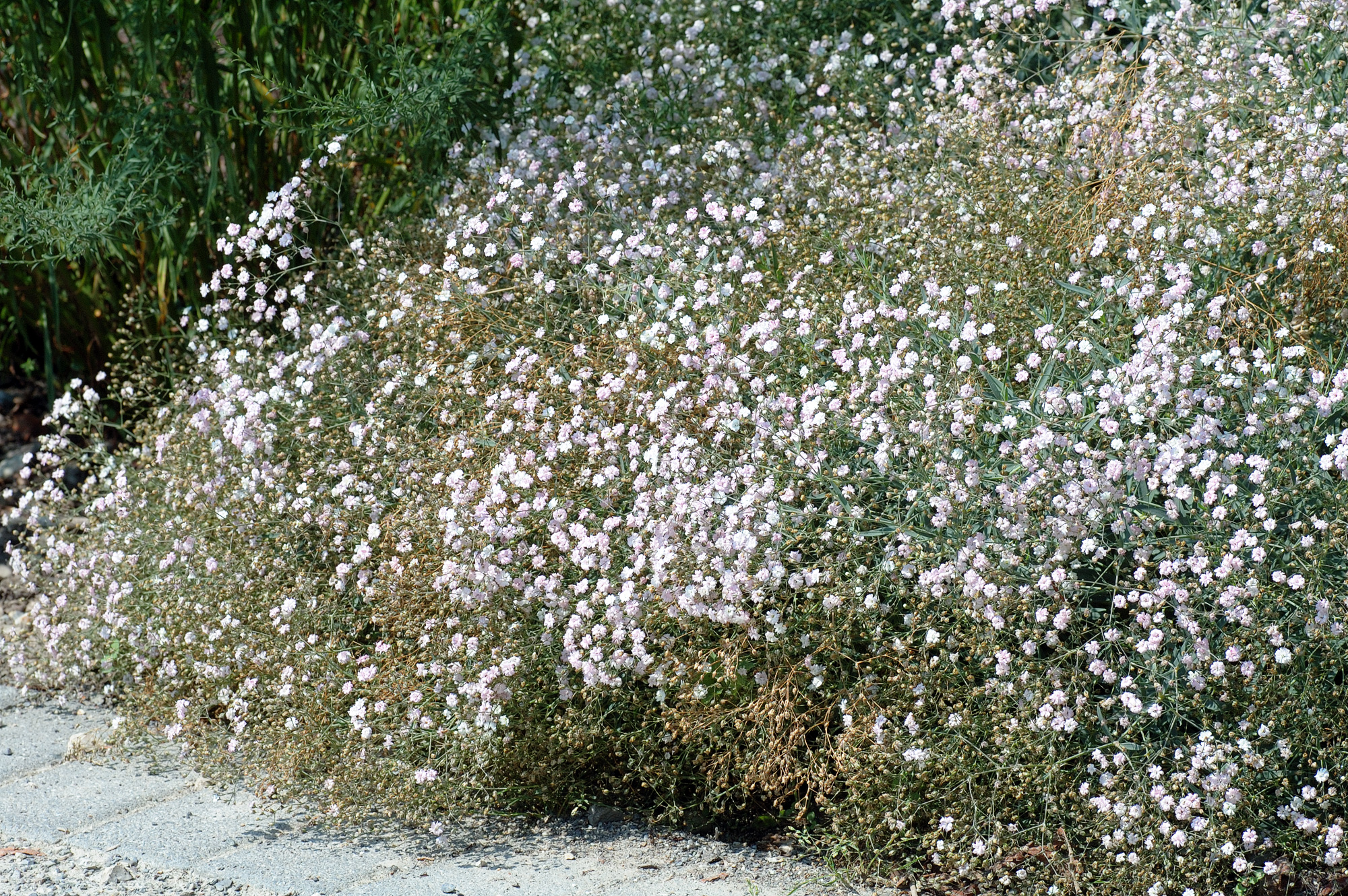
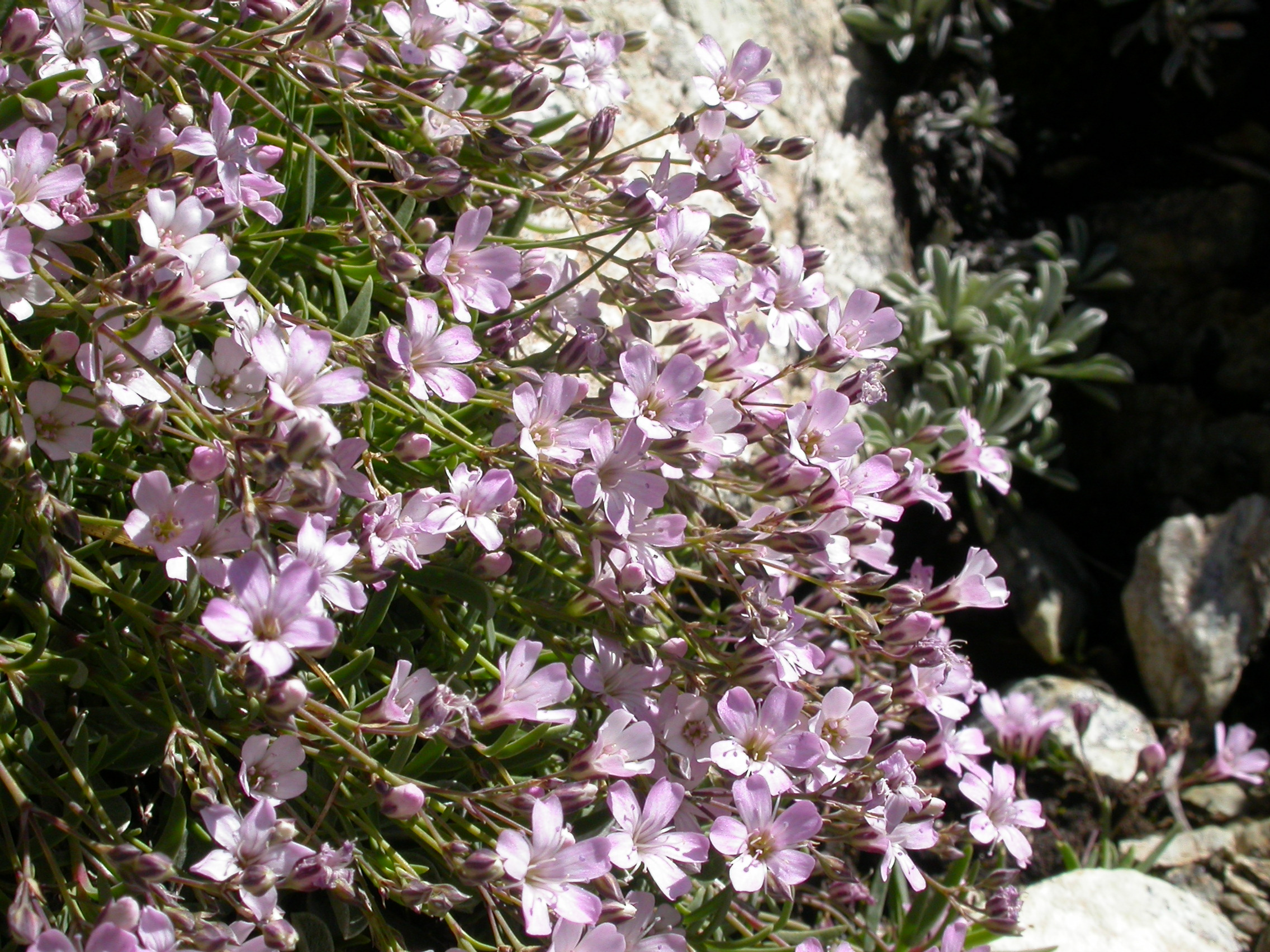
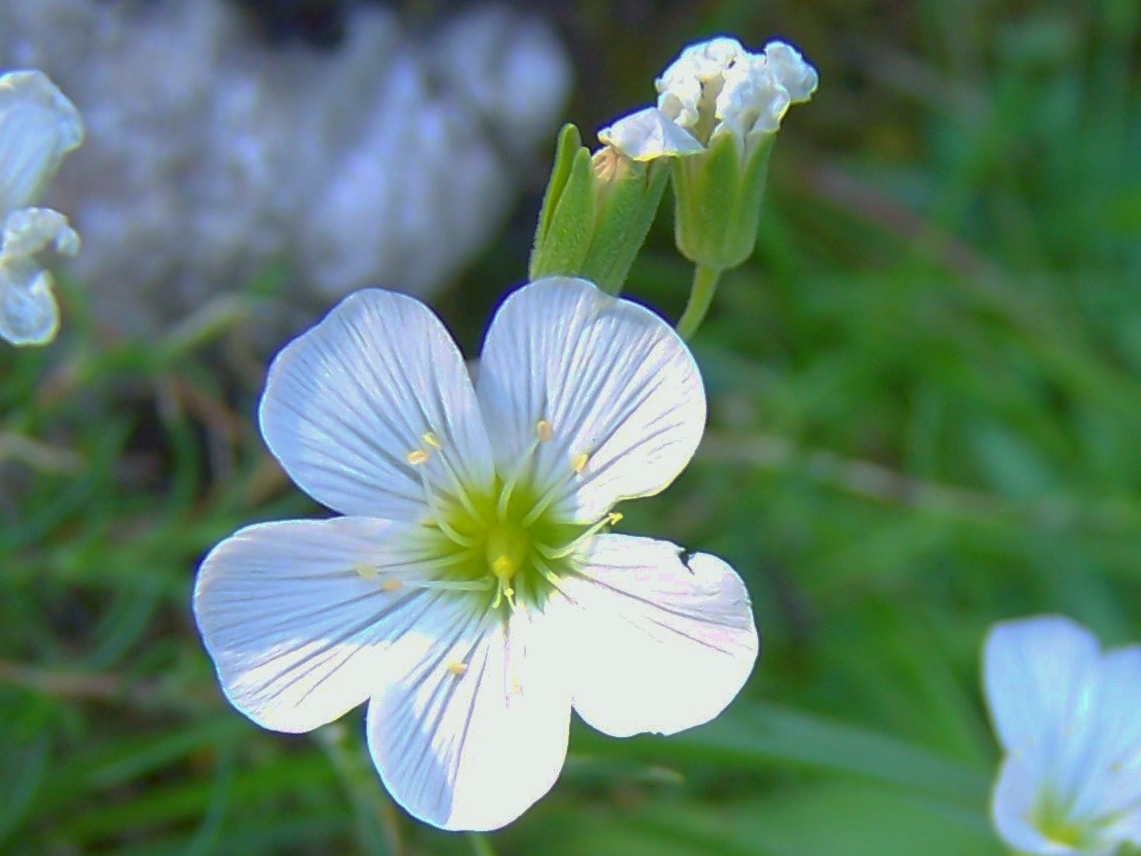
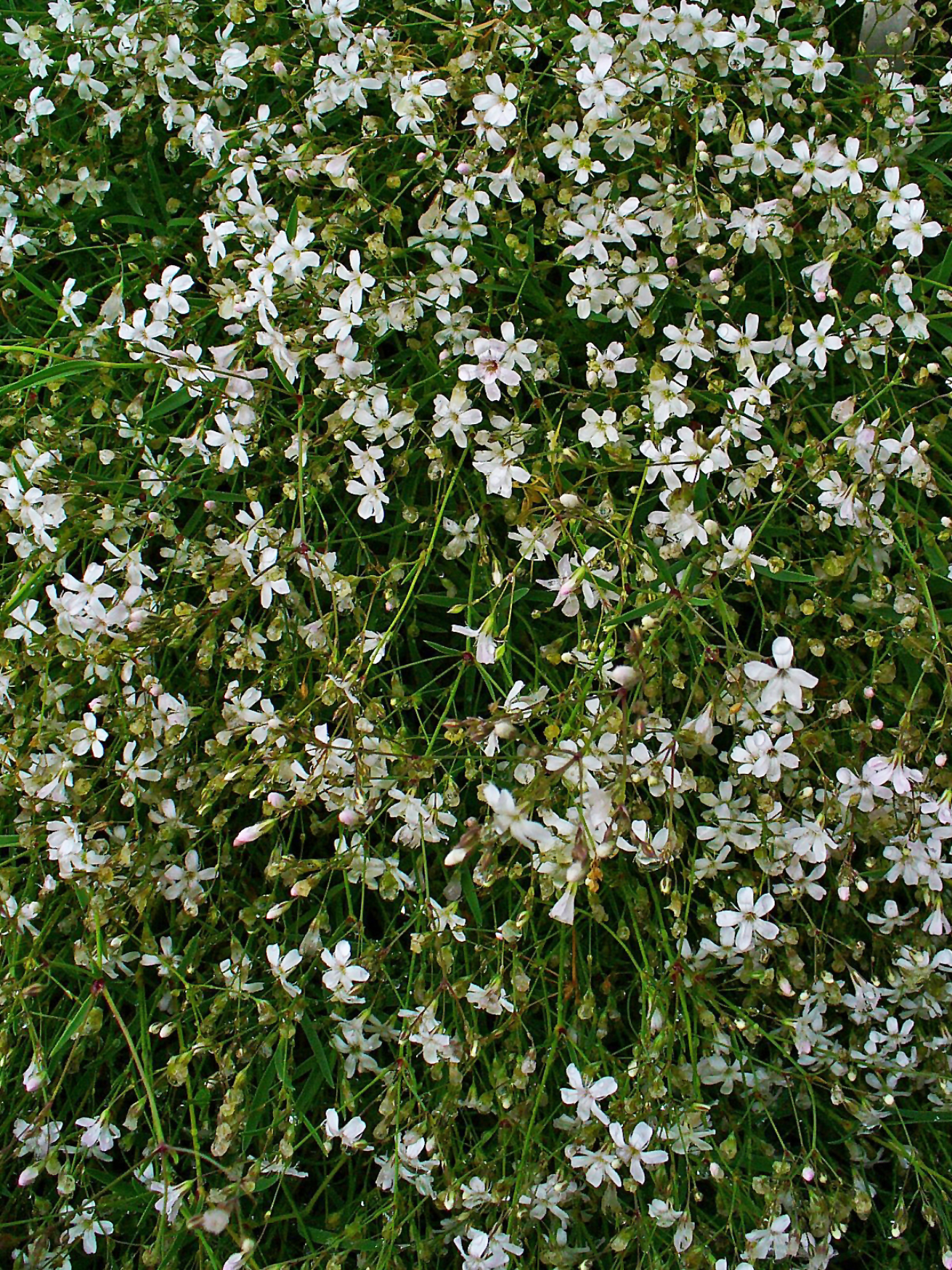
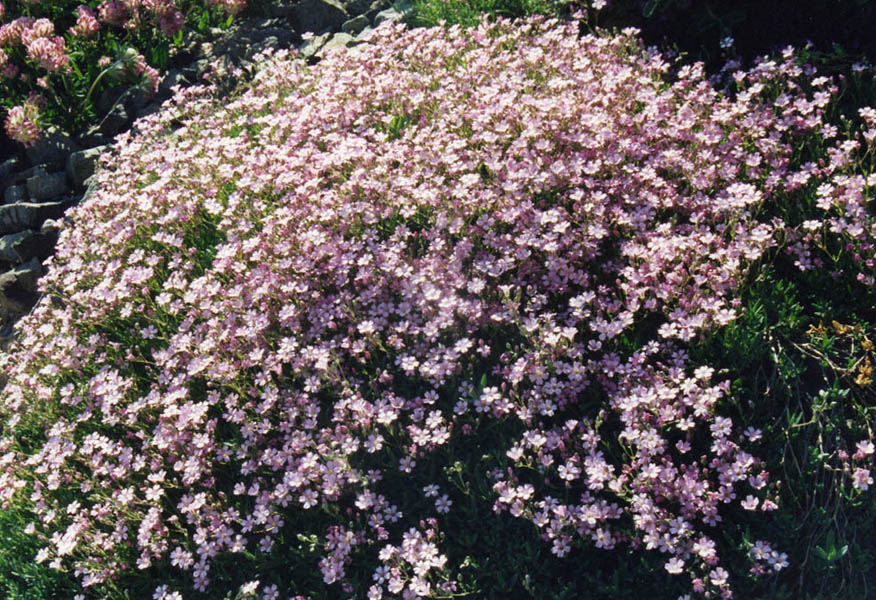
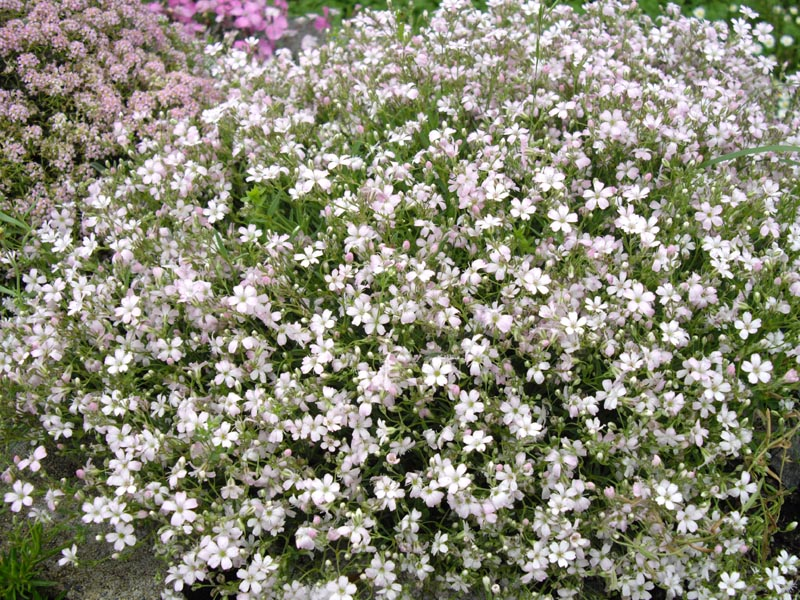